# 波兹南艺术大学
波兹南玛格达莱娜·阿巴卡诺维奇艺术大学，或称为波兹南艺术大学（波蘭語：Uniwersytet Artystyczny w Poznaniu）是位于波兰大波兰省省会波兹南的一所艺术类大学，成立于1919年，原名国立装饰艺术学校。

## 历史
1919年11月1日，波兹南国立装饰艺术学校正式成立。
1938年，学校更名为国立造型艺术学院。
1946年，改名为国立高等造型艺术学院,设有绘画、平面设计、室内设计和雕塑系。
1996年，学校获得美术学院地位。2010年,升格为艺术大学。
2021年1月1日起，学校正式更名为波兹南玛格达莱娜·阿巴卡诺维奇艺术大学，以著名艺术家玛格达莲娜·阿巴卡诺维奇的名字命名。

## 院系
- 动画与综合艺术学院
- 建筑与设计学院
- 室内设计与舞台美术学院
- 艺术教育与策展学院
- 摄影学院
- 平面设计与视觉传达学院
- 绘画与素描学院
- 雕塑学院